# Gibberula elvirae
Gibberula elvirae é uma espécie de caracol marinho, um molusco gastrópode marinho na família Cystiscidae.